# Mongolojassus inclusus
Mongolojassus inclusus är en insektsart som beskrevs av Dlabola 1965. Mongolojassus inclusus ingår i släktet Mongolojassus och familjen dvärgstritar. Inga underarter finns listade i Catalogue of Life.